# Helichrysum amboense
Helichrysum amboense là một loài thực vật có hoa trong họ Cúc. Loài này được Schinz mô tả khoa học đầu tiên.